# The Game (Disturbed)
The Game è un brano di The Sickness, album d'esordio del gruppo musicale alternative metal statunitense Disturbed.

## Posizioni in classifica
| Anno | Classifica             | Posizione |
| ---- | ---------------------- | --------- |
| 2002 | Mainstream Rock Tracks | 34        |

## Formazione
- David Draiman - voce
- Dan Donegan - chitarra, elettronica
- Steve "Fuzz" Kmak - basso
- Mike Wengren - batteria, percussioni, programmazione
- Johnny K - produttore, ingegnere
- Andy Wallace - missaggio
- Howie Weinberg - mastering

## Curiosità
- The Game ha fatto da colonna sonora finale nell'action game per PlayStation 2 Devil May Cry 2.